# Communauté de communes du Val d'Armance
La communauté de communes du Val d'Armance est une ancienne communauté de communes française, située dans le département de l'Aube et la région Grand Est

## Historique
- 28 décembre 2005 : Modifications statutaires et définition de l'intérêt communautaire
- 20 juin 2005 : Changement de dénomination
- 18 décembre 2002 : Création de la CC

- Le 1er janvier 2017, la communauté de communes du Chaourçois et du Val d'Armance est créée à partir de la fusion des deux communautés de communes du Chaourçois et du Val d'Armance.

## Composition
Elle était composée des communes suivantes :
| Nom                     | Code Insee | Gentilé        | Superficie (km2) | Population (dernière pop. légale) | Densité (hab./km2) |
| ----------------------- | ---------- | -------------- | ---------------- | --------------------------------- | ------------------ |
| Ervy-le-Châtel (siège)  | 10140      | Ervytains      | 21,39            | 1 210 (2014)                      | 57                 |
| Auxon                   | 10018      | Auxonnois      | 25,49            | 931 (2014)                        | 37                 |
| Chamoy                  | 10074      | Chamoisiens    | 16,70            | 499 (2014)                        | 30                 |
| Chessy-les-Prés         | 10099      | Cassiens       | 25,69            | 517 (2014)                        | 20                 |
| Coursan-en-Othe         | 10107      | Coursannais    | 9,27             | 102 (2014)                        | 11                 |
| Courtaoult              | 10108      | Curtiaugustins | 8,36             | 99 (2014)                         | 12                 |
| Davrey                  | 10122      | Davrésiens     | 9,66             | 258 (2014)                        | 27                 |
| Eaux-Puiseaux           | 10133      | Puisotins      | 8,61             | 239 (2014)                        | 28                 |
| Les Croûtes             | 10118      | Croûtons       | 7,11             | 106 (2014)                        | 15                 |
| Marolles-sous-Lignières | 10227      | Marollois      | 15,12            | 329 (2014)                        | 22                 |
| Montfey                 | 10247      | Montfeyens     | 11,49            | 138 (2014)                        | 12                 |
| Montigny-les-Monts      | 10251      | Montignaciens  | 14,63            | 255 (2014)                        | 17                 |
| Racines                 | 10312      | Racinois       | 7,50             | 169 (2014)                        | 23                 |
| Saint-Phal              | 10359      | Saint-Phalois  | 33,27            | 530 (2014)                        | 16                 |
| Villeneuve-au-Chemin    | 10422      | Villeneuvois   | 3,35             | 190 (2014)                        | 57                 |
| Vosnon                  | 10441      |                | 12,83            | 226 (2014)                        | 18                 |

## Compétences obligatoires
- Aménagement de l’espace communautaire
  - Mise en œuvre, suivi, évaluation et révision de la Charte du Pays d’Armance
  - Création et réalisation de zones d’aménagement concerté d’intérêt communautaire.
  - Constitution et gestion de réserves foncières nécessaires aux aménagements d’intérêt communautaire
- Actions de développement économique interessant l’ensemble de la communauté
  - Aménagement, entretien et gestion de zones d'activités économique, commerciale, tertiaire ou artisanale d'intérêt communautaire.
  - Construction d’usines relais, d’ateliers artisanaux
  - Actions d’information et promotion du territoire et de l’activité économique : valorisation des sites d’accueil d’entreprises, des bâtiments industriels, commerciaux et artisanaux des zones d’activités de la communauté de communes et de son attractivité

## Compétences optionnelles
- Protection et mise en valeur de l’environnement
  - Collecte, valorisation et élimination des déchets des ménages et déchets assimilés
  - Création et la gestion de centres d’apports volontaires des déchets.
- Politique du logement et du cadre de vie sur le territoire communautaire
  - Contractualisation ou accompagnement de procédures d’aménagement visant l’amélioration de l’habitat par la rénovation du patrimoine immobilier
- Construction, entretien, et fonctionnement d’équipements sportifs, culturels et scolaires d’intérêt communautaire
- Équipements sportifs : Construction, entretien et fonctionnement d’équipements sportifs d’intérêt communautaire.
- Soutien, participation à des actions associatives ayant un rayonnement sur le périmètre de la Communauté de Communes
- Soutien, participation à des actions associatives artistiques, sportives, sociales, économiques, environnementales, touristiques et culturelles ayant un rayonnement sur le périmètre de la communauté de communes

## Compétences supplémentaires
- Social
  - Construction, entretien et fonctionnement de structures d’accueil d’intérêt communautaire pour les personnes âgées
- Assainissement pluvial
  - Programmes d’assainissement pluvial pluriannuel réalisés dans le cadre du SIARBA
- Tourisme
  - Création, accueil, maintien, extension, ou promotion d’actions, d’équipements et d’activités touristiques d’intérêt communautaire.

Sont reconnus d’intérêt communautaire :
- création, gestion de l’office de tourisme du Val d’Armance
- création, rénovation et entretien des haltes touristiques
- création, l’aménagement et l’entretien d’un plan d’eau supérieur à 5 hectares
- création, gestion d’un musée de la vache

- Pole De Services Administratif Et Technique
  - Gestion d’un pôle de secrétariat et de service technique intercommunal
- Prestation de services
  - Prestation de services de secrétariat ou de travaux à la demande et pour le compte de collectivités membres ou extérieures au périmètre de la communauté de communes ou d’établissements publics de coopération intercommunale.

## Sources
- Le splaf - (Site sur la Population et les Limites Administratives de la France)